# Canals d'Inundació del Sutlej Inferior
Els Canals d'Inundació del Sutlej Inferior (Lower Sutlej Inundation Canals) fou un sistema de reg per inundació al Panjab (Pakistan) que agafava l'aigua de la riba dreta del Sutlej i regava part del districte de Multan. Foren construïts en gran part a la meitat del segle xviii pels daudpotres que dominava aquesta zona fins al temps de Ranjit Singh; un dels canals més llargs, el Diwanwah, fou excavat el 1831 per Diwan Sawan Mai, que també en va arranjar i allargar d'altres. Exclòs el canal d'Hajiwah, amb una història separada, hi havia 19 canals el 1850, però progressivament foren units i el 1903 s'havien convertit en tres: Mailsi, Muhammadwah-Sardarwah, i Bahawalwah-Lodhran, i aquests dos darrers estava planejat unir-los. El canal Hajiwah, inclòs en el sistema del Sutlej Inferior, fou un canal privat construït em temps de Ranjit Singh i del que el govern britànic va agafar l'administració el 1888 per la mala administració dels propietaris.